# Rosalia Pomés
Rosalia Pomés (Valls, 1967) és una artista multidisciplinària.

## Biografia
Va començar la seva formació amb la pintora vallenca Maria Teresa Sanromà, a l'inici de la dècada dels vuitanta. Posteriorment va anar a l'Escola d'Art i Disseny de la Diputació a Tarragona, on va obtenir la titulació oficial en l'especialitat de pintura. Com molt dels artistes de Valls, enceta la seva carrera artística, l'any 1989, participant en les tradicionals exposicions de Nadal de la ciutat. Un any després fa la seva primera mostra individual a la Sala Kesse, a Tarragona.
L'any 2012, després d'un llarg parèntesi de 8 anys de no realitzar cap mostra individual, encara que participa en exposicions col·lectives, va tornar en una mostra a la seva ciutat, concretament la Sala Sant Roc, titulada “Trames”. L'any següent exposa al Museu de l'Estampació de Premià de Mar. El 2014 obté el premi Donart, un guardó que convoca anualment l'Associació de Dones La Frontissa, de Vilanova i la Geltrú, que té com a objectiu reconèixer i donar visibilitat a la trajectòria de les dones artistes. La darrera exposició l'ha feta el 2015 al pati de la Diputació de Tarragona en la qual continua mostrant, a través de les seves obres, l'amor i el respecte a la natura: nius, fulles, flors, plantes, arrels, ferides tancades, obres suggeridores llegades a la seva memòria i a la seva vida.

## Obra
La llana i els teixits esdevindran uns components essencials en la seva producció gràcies a quan era petita va aprendre a fer mitja. La seva obra esta caracteritzada per l'àmplia varietat de tècniques i materials que utilitza. Un dels temes més especials és la natura.